# Mónica Carranza
Asunción Dolores Carranza (Buenos Aires, 14 de febrero de 1946-ibídem, 28 de diciembre de 2009) fue una activista social argentina, principalmente reconocida por su labor en zonas carenciadas de la Ciudad de Buenos Aires y alrededores, fue la fundadora del Comedor "Los Carasucias" y recibió el premio "Mujer del Año" en 1997.

## Biografía

### Primeros años
Nació en el barrio porteño de Parque Patricios, su infancia transcurrió en situación de pobreza junto a sus ocho hermanos hasta los nueve años, cuando la muerte del padre y la ausencia de la madre hicieron que fueran todos repartidos en diversos institutos, de los que terminó huyendo y comenzó a vivir en la calle. Pasó hambre, frío, durmió a la intemperie y sufrió abusos. Entre el desamparo, los correccionales de menores y las comisarías, atravesó la adolescencia.

### Inicio de su actividad social
A comienzos de la década del 90' , unos niños que vivían en la calle tocaron su puerta y le pidieron algo para comer, les ofreció unos sándwiches. Al día siguiente volvieron, y trajeron a otros consigo. Al poco tiempo fue un grupo de veinte niños.
Para entonces su hijo ya cursaba el secundario en el Instituto "Nuestra Señora de las Nieves" del barrio de Liniers (CABA) y su marido, trabajaba de noche en la fabrica de cocinas "Volcan", había logrado juntar algún dinero para salir de vacaciones. Pero sus propias vivencias la llevaron a elegir ayudar a quienes la necesitaban.
Luego de resolver los conflictos que implicaba su decisión de vida para con su familia, decidió hipotecar la casa para solventar la obra. La veintena de personas que comían en la mesa de Mónica se había multiplicado hasta alcanzar los trescientos, por lo que comenzó a ofrecer comida en una plaza vecina, hasta que finalmente pudo tener el Comedor Comunitario ubicado en la calle Pilar 1838 (CABA), donde todos los días van a buscar alimento miles de familias de diferentes lugares o en situación de calle

## Fundación "Los Carasucias"
En el año 1996 este proyecto se enmarca bajo el nombre de Fundación "Los Carasucias". Comenzaron a llegar los aportes oficiales, las ayudas privadas. Un viejo galpón desocupado brindó un alojamiento más adecuado para la cocina y las mesas, y comenzaron a planearse servicios adicionales, como los consultorios y las aulas, y los hogares infantiles.
“Tengo muchos niños desnutridos, con piojos, enfermos de SIDA, con las defensas bajas”, decía Mónica al reclamar padrinazgos para sus chicos (ella y su marido adoptaron a cuatro). “Necesito que me ayuden a cuidarlos. La idea es que aquí los pibes puedan ir al colegio, comer bien, vacunarse y tener atención médica”. Declaró en varias entrevistas.
Hoy la Fundación sirve alimentos para 2500 personas, además se dan refuerzos alimentarios a más de 1.500 chicos/as desnutridos y enfermos de HIV-Sida, diabéticos, tuberculosos y que padecen otras enfermedades. la Fundación también tiene un hogar de niños, donde ingresan chicos recién nacidos hasta los 15 años de edad aprox., en el cual los menores estudian, reciben contención familiar y apoyo psicológico y se les brinda alimento y un lugar donde vivir,  también hacen actividad física, y otras actividades recreativas y de esparcimiento, aparte del hogar de niños, cuenta también con una playa estacionamiento ubicada en la calle Balcarce 1251 del barrio de San Telmo (CABA). 
La obra continua a pesar de su fallecimiento, hoy es conducida por su hijo Roberto Zuccarino.

## Publicaciones
En 1999 lanzó "El Dolor de la Miseria", su libro autobiográfico. ISBN 978-987-43-0609-8.

## Reconocimientos
Decenas de artículos en diarios, revistas y televisión han difundido la obra de la Fundación y entre ellos se destacan las siguientes distinciones:
- 1995: Premio San Martín de Tours (Liga de Madres de Familia - Instituto Ntra. Sra. de las Nieves)
- 1995: Diploma de Honor Oxford High School
- 1996: Mención de Honor (FUNCER)
- 1996: Premio a la Solidaridad (FREPASO)
- 1996: Distinción Asociación de Amigos y Centro Cultural Macedonio Fernández
- 1997: Premio Fundación Favaloro
- 1997: Cruz de Hierro al Mérito Civil en grado de Comendador - Ejército Argentino
- 1999: B' NAI B' RITH ARGENTINA (Derechos Humanos)
- 1999: Distinción Gobierno de la Ciudad de Bs. As. (Vecina Participativa)
- 2001: Premio Magnus Símbolo "Solidaridad"
- 2001: Premio Foro Iberoamericano (la Mujer y las Cooperativas)
- 2002: Premio O.N.G. Juanita Moro "Mujer y Coraje" (San Salvador de Jujuy)
- 2002: Mención Julieta Lanteri - (Secretaría de Cultura GCBA - DISCO)
- 2003: Distinción Fundación Don Roberto Fernández Viña (San Nicolás)
- 2006: Rosa de Plata a la Mujer Trabajadora (APL)
- 2007: Reconocimiento UTEDYC - Secc. Bs.As.